# Ищанов, Истай
Истай (Естай) Ищанов (20 мая 1906 — 1 сентября 1944) — гвардии сержант артиллерии, Герой Советского Союза.

## Биография
Родился 20 мая 1906 года в ауле № 3 ныне Житикаринского района Костанайской области Казахстана в семье крестьянина. Место рождения по другим источника приводится другое — Седьмой аул (ныне центральная усадьба совхоза «Комсомольский») Адамовского района Оренбургской области. Казах. Окончил начальную школу. В 1924—1929 годах работал секретарём сельсовета. Одним из первых вступил в колхоз. В 1939 году вместе с семьёй переехал в Аманкарагайский совхоз (Семиозёрный район Кустанайской области), работал зоотехником. С началом Великой Отечественной войны мобилизован не был, так как нужен был совхозу.
В Красную Армию был призван в 1942 году Джетыгаринским райвоенкоматом. В учебном полку в городе Чебаркуль (Челябинская область) получил военную специальность и в июле 1942 прибыл на фронт под Сталинград. Особо отличился в боях за удержание плацдарма на правом берегу Днепра.
6 октября 1943 года у села Медвин (Киевской области) на позиции, которые занимал расчёт Ищанова, враг бросили в контратаку два полка пехоты с четырьмя танками. Расчёт прямой наводкой уничтожил 2 танка и перенёс огонь на пехоту. В ходе боя все бойцы расчёта вышли из строя. Ищанов, оставшись один у орудия, продолжал вести огонь, несмотря на ранение. Всего в этом бою, как отмечалось в наградном листе, было уничтожено три танка, семь автомашин с боеприпасами и до двух батальонов пехоты.
Указом Президиума Верховного Совета СССР от 17 октября 1943 года за успешное форсирование реки Днепр, прочное закрепление плацдарма на западном берегу реки Днепр и проявленные при этом отвагу и геройство гвардии младшему сержанту Ищанову Истаю присвоено звание Героя Советского Союза с вручением ордена Ленина и медали «Золотая Звезда» (№ 1910).
После Днепра Герой форсировал реки Западный Буг, Висла. В упорных боях на Сандомирском плацдарме за три дня уничтожил свыше пятидесяти гитлеровцев. В последнем бою гвардии сержант Ищанов был тяжело ранен. 1 сентября 1944 года скончался в госпитале.
Похоронен в городе Сандомир (Польша).
Был также награждён орденом Славы 3-й степени.
В городе Житикара Герою установлен памятник. Его имя носит одна из улиц города. На родине в Каменецкой восьмилетней школе создан музей, посвящённый Герою.